# Convergys
A Convergys Corporation' (NYSE: CVG) é uma empresa norte-americana sediada em Cincinnati, Ohio, EUA que trabalha da seção de gestão de relacionamentos.
A empresa surgiu a partir da Cincinnati Bell Information Systems e MATRIXX, ambas subsidiárias da Cincinnati Bell, e da AT&T Solutions Customer Care (antiga AT&T American Transtech). Uma oferta pública em 1998 fez da Convergys uma empresa completamente independente. Desde então, Convergys adquiriu diversas outras empresas, expandindo assim seus negócios. A sede da Convergys continua sendo em Cincinnati, Ohio.
A Convergys gerou a primeira fatura para telefonia celular nos EUA, há mais de 20 anos (quando ainda Cincinnati Bell Information Systems), e continua produzindo mais de 540 milhões de faturas por ano, para mais de 113 milhões de usuários, em diversos lugares do mundo. São realizados mais de 620 milhões de contatos com clientes por ano, com suporte para mais de 20 idiomas.

## Convergys América Latina
A Convergys tem na cidade de São Paulo no Brasil como sede para suas operações na América Latina. A empresa possui no Brasil escritório também em Brasília, no México, na Cidade do México e na Argentina, em Buenos Aires. Tem em sua carteira de clientes algumas das maiores operadoras da região, como a Vivo, Brasil Telecom, Telefônica I+D e Orbitel - Colombia.